# Louis Loucheur
Louis Loucheur, född 12 augusti 1872, död 22 november 1931, var en fransk politiker och industriman.
Loucheur inledde efter att ha varit inspektör för Nordbanenätet en omfattande industriell verksamhet och fick under första världskriget i uppdrag att organisera krigsmaterielfabrikerna. År 1916 blev han understatssekreterare för krigsmaterialproduktionen i Aristide Briands regering, blev senare understatssekreterare för den nationella rekonstruktionen och 1919 deputerad. Loucheur tillhörde den radikala vänstergruppen, som under en följd av år var tungan på vågen vid bildande av regeringsmajoritet, och kom på grund därav att tillhöra åtskilliga politiskt inbördes olikartade ministärer. Åren 1921-22 var han minister för de befriade provinserna och undertecknade tillsammans med Walther Rathenau Wiesbadenöverenskommelsen. I Raymond Poincarés andra nationella blockregering var Loucheur handelsminister, hösten 1925 finansminister i en av Briands regeringar, handelsminister i Édouard Herriots tvådagarsregering juli 1926 samt socialminister i Poincarés regering 1928.
Som socialminister lade han ned ett omfattande arbete med att lösa bostadsfrågan med byggandet av billiga, mindre bostäder. Loucheur kvarstod som socialminister i Briands och André Tardieus regeringar i juli och november 1929, under vilka han verkade för utarbetande av ett förslag till socialförsäkring. Han var handelsminister i Camille Chautemps regeringar februari 1930 och december 1930 - januari 1931. Efter att upprepade gånger ha varit franskt ombud vid Nationernas förbund deltog Loucheur som en av Frankrikes delegerade vid Haagkonferensen, där Youngplanen antogs. Med teknikerns kärlek för sifferkalkyler förenade Loucheur en uppslagsrik optimism, som ofta imponerade men också ofta väckte misstro.